# ماهیگیری نوسانی
ماهیگیری نوسانی یا ماهیگیری ضربانی (به انگلیسی: Pulse fishing)، یک تکنیک مدیریت ماهیگیری برای جلوگیری از صید بی‌رویه ذخایر ماهی است که به صورت دوره‌ای اجازه می‌دهد تا چرخه ماهیگیری و پس از آن یک دوره آیش که امکان بازسازی ذخایر را فراهم می‌کند. نباید آن را با ماهیگیری نوسان الکتریکی که یک تکنیک ماهیگیری است که شامل جریان‌های الکتریکی پالسی است، اشتباه گرفت.